# Friedrich Schöttelndreier
Friedrich Wilhelm Schöttelndreier (* 16. Februar 1877 in Vehlen; † 6. November 1968 in Bückeburg) war ein deutscher Landwirt und Politiker (DVP).

## Leben
Friedrich Schöttelndreier wurde als Sohn eines Landwirts geboren. Nach dem Tode seines Vaters bewirtschaftete er den elterlichen Hof in Vehlen.
1928 wurde er als Abgeordneter in den Landtag des Freistaates Schaumburg-Lippe gewählt, dem er bis 1931 angehörte.
Friedrich Schöttelndreier war seit 1900 verheiratet.